# Canotaje en los Juegos Suramericanos de 2014: C1 200m masculino
La prueba de C1 200m masculino en Santiago 2014 se llevó a cabo el 14 de marzo de 2014 en la Laguna de Curauma, Región de Valparaíso. Participaron en la prueba 8 canoteros.

## Resultados
| Rank              | Calle | Nacionalidad | Canotero           | Tiempo Total | Diferencia |
| ----------------- | ----- | ------------ | ------------------ | ------------ | ---------- |
| Medalla de oro    | 8     | Brasil       | Jesus Nivalter     | 37.971       |            |
| Medalla de plata  | 6     | Chile        | Álvaro Torres      | 39.617       | +1.646     |
| Medalla de bronce | 3     | Ecuador      | Andrés Lazo        | 40.229       | +2.258     |
| 4                 | 9     | Venezuela    | Luis Yasser Guerra | 40.443       | +2.472     |
| 5                 | 4     | Colombia     | Sergio David Díaz  | 41.530       | +3.559     |
| 6                 | 5     | Perú         | Antoni Shapiama    | 43.567       | +5.596     |
| 7                 | 7     | Uruguay      | Michael Lapaz      | 44.409       | +6.438     |
| 8                 | 2     | Argentina    | Tomás Bralo        | 47.093       | +9.122     |